# Las cintas de Questor
The Questor Tapes es una película dramática de ciencia ficción estadounidense de 1974 hecha para televisión sobre un androide (interpretado por Robert Foxworth) con cintas de memoria incompletas que busca a su creador y su propósito. Concebido por Gene Roddenberry, quien se acredita como consultor ejecutivo, el guion se acredita a Roddenberry y al exalumno de Star Trek, Gene L. Coon. El piloto fue dirigido por Richard Colla.Se dedicó una novelización, escrita por DC Fontana (otro alumno de Star Trek ), a Coon, quien murió antes de que se transmitiera el programa.

## Trama
Project Questor es una creación del genio Emil Vaslovik, Ph.D., premio Nobel. Vaslovik había desarrollado planes para construir un androide sobrehumano. Un equipo de los mejores expertos del mundo es capaz de construir el Android a pesar de que no entienden los componentes con los que están trabajando. — solo pueden seguir las instrucciones e instalar las piezas dejadas por Vaslovik, que ha desaparecido. Los intentos de decodificar la cinta de programación fueron peores que simplemente infructuosos: también borraron aproximadamente la mitad del contenido de la cinta. Deciden sustituir su propia programación, a pesar de las objeciones de Jerry Robinson (Mike Farrell), el único miembro del equipo que realmente había trabajado con el Dr. Vaslovik. Es anulado por el jefe del proyecto, Geoffrey Darrow (John Vernon). Cuando se ha terminado el cuerpo del androide, se carga la nueva cinta, pero sin resultados aparentes. Desesperado, Robinson persuade a Darrow para que permita la grabación de Vaslovik. - lo que queda de ella - para ser cargado. Nuevamente, el equipo está decepcionado, ya que parece no haber respuesta.
Una vez dejado solo, el androide cobra vida. Agrega varios toques cosméticos a una piel exterior previamente sin rasgos distintivos, transformándose de un "eso" a un "él", y él (Robert Foxworth) luego abandona el laboratorio para visitar la oficina y los archivos de Vaslovik; es allí donde se identifica por primera vez como "parte del Proyecto Questor". Luego, el androide busca a Robinson, a quien obliga a acompañarlo en la búsqueda de Vaslovik, con Darrow persiguiendo a ambos, siguiendo un dato minúsculo en su programación original.
Questor (que se vuelve más "humano" a medida que avanza la historia) solo sabe que tiene algo que ver con un "vehículo acuático". - un barco — y que si no encuentra a Vaslovik antes del final de una cuenta regresiva, el generador nuclear en su abdomen se sobrecargará y explotará. Vaslovik había programado esto en él para evitar que se hiciera un mal uso de su creación, y el tiempo se acaba. La pareja, que viaja a Inglaterra, escapa de la custodia y viaja a la casa de Lady Helena Trimble (Dana Wynter), quien había conocido y trabajado con Vaslovik. (Su nombre era un homenaje a Bjo Trimble, quien había liderado la campaña de fanáticos para mantener Star Trek en el aire.) Después de que Robinson rechaza la ingenua sugerencia de Questor de que el científico seduzca a Lady Helena como una forma de obtener información, Questor anuncia que hará el intento y agrega: "Soy completamente funcional". Justo cuando Questor descifra las pistas y le dice a Robinson que sabe dónde está Vaslovik, un soldado británico lo ametralla en un parque, después de lo cual regresa al laboratorio. Robinson repara a Questor y Darrow le da dos opciones: si Robinson coloca un transmisor de búsqueda dentro del androide, se les dará un avión para ir a buscar a Vaslovik, pero si Robinson se niega, el androide simplemente volará a un lugar seguro donde se produce la explosión. no pondrá en peligro a nadie. Robinson implanta la baliza y parten hacia el monte Ararat; el imperativo "barco", como Questor se había dado cuenta minutos antes de que le dispararan, se refería al Arca de Noé.

Robinson y Questor llegan a una cueva escondida dentro del monte Ararat con segundos de sobra. El temporizador de Questor está a salvo y ha encontrado a Emil Vaslovik (Lew Ayres), quien les dice a Questor y Robinson que él también es un androide. Questor es el último de una serie que se remonta a "los albores de este mundo", dejado allí por "Masters" para servir y proteger a la humanidad. Funcionaban según una ley que Vaslovik cita a Questor:

"We protect, but we do not interfere. Man must make his own way. We guide him — but always without his knowledge."

Cada uno de los androides anteriores de los Maestros tuvo una vida útil de varios cientos de años, al final de los cuales cada uno ensambló su reemplazo. El inesperado y rápido advenimiento de la física nuclear y la lluvia radiactiva de las pruebas nucleares sobre el suelo habían dañado a Vaslovik. El diseño de Questor corrigió estas fallas y, finalmente, Vaslovik puede morir en paz, después de pedirle a Robinson que ayude a Questor a aprender sobre la humanidad. Darrow, después de haber seguido a la pareja, ha oído lo suficiente como para saber lo importante que es que a Questor se le permita cumplir su misión. Desafortunadamente, ha traído a los militares con él para destruir al androide. El cínico Darrow cree que esta es una prueba de que la humanidad no merece la ayuda de Questor. Questor lo convence de lo contrario.

Decidido a sacrificar su propia vida por el bien de Questor, Darrow toma el transmisor y se va, diciéndole al comandante militar que Vaslovik no solo se había vuelto loco, sino que el androide se había escapado, y que enviara aviones de combate cuando se recogiera la señal de la baliza.. Luego despega en el avión que habían usado Questor y Robinson, encendiendo el transmisor a medida que avanza para que piensen que el androide está a bordo.
Robinson y Questor, ahora fuera de la cueva, miran hacia el cielo. Robinson le dice a Questor que no puede ver nada, a lo que el androide responde: "Ojalá no pudiera ". Esta es, en particular, su primera expresión verbal de emoción, la primera expresión visual de emoción de Questor había ocurrido cuando su temporizador estaba seguro; luego miró a Robinson con una sonrisa. Luego, el avión se destruye, matando a Darrow. Questor y Robinson comienzan su misión juntos.

## Elenco
- Robert Foxworth como Questor
- Mike Farrell como Jerry Robinson
- John Vernon como Geoffrey Darrow
- Lew Ayres como el Dr. Emil Vaslovik
- James Shigeta como Dr. Chen
- Robert Douglas como el Dr. Michaels
- Dana Wynter como Lady Helena Trimble
- Majel Barrett como el Dr. Bradley
- Ellen Weston como Allison Muestra
- Fred Sadoff como la Dra. Audret
- Walter Koenig como asistente administrativo

## Producción

### Desarrollo
The Questor Tapes fue un piloto de una serie de televisión. Se dio luz verde a la serie de 13 episodios antes de que se emitiera la película para televisión, y tanto Foxworth como Farrell firmaron para repetir sus papeles. Junto a los actores detrás de escena estaban los productores Michael Rhodes y Earl Booth y el editor de historias Larry Alexander. La serie con luz verde estaba programada para los viernes por la noche a las 10 p. m. en NBC. — el "espacio de la muerte" donde se había marchitado la última temporada del Star Trek original. El conflicto entre Roddenberry y Universal y NBC sobre el contenido de la serie propuesta lo condenó, sobre todo ignorando la revelación al final de la película para televisión y eliminando al personaje clave de Jerry Robinson. Estos cambios fueron demasiado para Roddenberry, quien abandonó el proyecto. No se produjeron episodios.The Questor Tapes fue una de una serie de películas para televisión en las que estuvo involucrado Roddenberry, que también incluyó Genesis II, Planet Earth, Strange New World y Spectre. Todos estaban destinados a ser pilotos; ninguno condujo a una serie.

### Fundición
Originalmente, se le pidió a Leonard Nimoy que interpretara a Questor. Posó maquillado para fotos de producción y accedió a hacer la serie semanal si lo recogían. Sin embargo, Roddenberry contrató a Robert Foxworth. Mike Farrell fue elegido como Jerry Robinson.

### Orígenes temáticos
The Questor Tapes fue el segundo tratamiento de Roddenberry de la idea de una fuerza externa que ayuda benévolamente al desarrollo humano. En 1968, coescribió, con Art Wallace, un episodio de Star Trek que también sirvió como piloto de una serie derivada potencial, "Assignment: Earth ". En esta historia, Gary Seven era un humano cuyos antepasados fueron secuestrados de la Tierra alrededor del año 4000 a. Al regresar a la Tierra a fines del siglo XX, su misión era asegurarse de que la humanidad no se destruyera a sí misma con armas nucleares. En la serie de aspirantes, habría llevado a cabo otras misiones para proteger a la humanidad.
En The Questor Tapes, el origen de Questor también es extraterrestre, y su misión de servir y proteger a la humanidad sigue siendo la misma que la de Gary Seven.

### Música
La música de The Questor Tapes fue compuesta por Gil Mellé, quien era un músico de jazz, además de saxofonista, compositor y también conocido como pintor. (Parte de su música para The Questor Tapes más tarde llegó a kolchak: The Night Stalker. Ambas propiedades fueron desarrolladas y producidas en Universal Studios. ) Mellé también fue conocido por componer My Sweet Charlie, That Certain Summer y Frankenstein: The True Story. Su partitura cinematográfica más conocida fue The Andromeda Strain, cuyo director, Robert Wise, dirigió más tarde Star Trek: The Motion Picture.

## Recepción

### Realización
The Questor Tapes se emitió en NBC el 23 de enero de 1974. El telefilme fue lanzado como un DVD MOD (Fabricación bajo demanda) el 18 de septiembre de 2012 por Universal Pictures's Vault Series en la Región 0.

### Premios
En 1975, The Questor Tapes fue nominada a un premio Hugo a la mejor presentación dramática.

## Legado

### EnStar Trek: La próxima generación
El hijo de Gene Roddenberry, Rod, ha confirmado que el androide Questor fue una inspiración para el personaje de Data, de la posterior Star Trek: The Next Generation de Roddenberry. En una escena de casino situada en un club nocturno de Londres, Questor detecta con éxito los dados pesados ("cargados"), y su realineación posterior en su mano precisa y poderosa fue duplicada más tarde por Data en la segunda temporada Star Trek: The Entrega de próxima generación "The Royale ". Otro chiste interno de Questor/Data provino de una escena en la que Questor habló sobre el rasgo humano de "negociar" a través de la actividad sexual, informando a Robinson: "Soy completamente funcional". Si bien no existe tal actividad en The Questor Tapes, en "The Naked Now ", un episodio de The Next Generation Data también comenta, a Tasha Yar, "Soy completamente funcional".

### Nueva versión propuesta
Herbert J. Wright, quien tuvo una larga amistad con Roddenberry, tenía fuertes lazos con la serie que nunca se realizó. Los dos se conocieron cuando Wright se enteró de la película, se enamoró de la historia y quiso ser parte de la serie. Después de algunas presentaciones de muestra, a Wright se le permitió unirse, pero nunca tuvo la oportunidad, ya que la serie se descartó después de las diferencias creativas de Roddenberry con el estudio. Wright mantuvo viva la idea, con la esperanza de que la serie se hiciera realidad a lo largo de los años. Cuando los derechos finalmente regresaron a la familia Roddenberry a principios de la década de 2000, Wright aseguró los derechos con la bendición de la familia de Roddenberry para producir la serie. Wright hizo varias promociones de la serie en 2003 en convenciones. Wright incluso reservó lugares de producción mientras trabajaba en un primer guion. El programa sufrió lo que al principio fue un simple revés cuando Wright se enfermó dentro de un año, lo que retrasó el desarrollo del programa. Wright murió en 2005 antes de que finalmente pudiera dar vida al programa. En enero de 2010, Roddenberry Productions anunció que estaba trabajando con Imagine Television en un piloto para una nueva versión de The Questor Tapes. Nunca se puso a disposición más información.

### Citas
1. ↑  Sherman, 2000, p. 148.
2. ↑  Gross y Altman, 2016, p. 286.
3. ↑  «The Questor Tapes by D.C. Fontana - FictionDB». www.fictiondb.com.
4. ↑  This "law" is analogous to the Prime Directive in Star Trek, for which Roddenberry, Coon, and Fontana all had written installments.
5. 1 2 3  Booker, 2018, p. 9.
6. ↑  Connelly, 2019, p. 70.
7. ↑  Ingram, 1998, p. 215.
8. ↑  Farrell, Mike (2007). Just Call Me Mike: A Journey to Actor and Activist. Akashic Books. ISBN 978-1933354088.
9. 1 2  Terrace, 2019, p. 199.
10. ↑  «1975 Hugo Awards». Worldcon. Sunnyvale, California: World Science Fiction Society. Archivado desde el original el 7 de mayo de 2011. Consultado el 24 de mayo de 2020.
11. ↑  Jenna Busch (29 de enero de 2010). «Roddenberry's Son Revives the QUESTOR». Newsarama. Consultado el 23 de diciembre de 2010.
12. ↑  Anthony Pascale (21 de enero de 2010). «Gene Roddenberry's The Questor Tapes Being Developed As New TV Series». Trekmovie.com. Consultado el 23 de diciembre de 2010.
13. ↑  «Roddenberry, Imagine Entertainment To Revive 'Questor Tapes' | Airlock Alpha». airlockalpha.com.

- Datos: Q7759069